# 대한민국 제20대 대통령 선거 광주광역시
이 문서는 대한민국 제20대 대통령 선거의 광주광역시 지역 개표 결과이다.

## 개표 결과

### 동구
|  | 82.69% |

|  | 15.04% |

|  | 1.44% |

|  | 0.53% |

|  | 0.11% |

|  | 0.04% |

|  | 0.03% |

|  | 0.02% |

|  | 0.02% |

|  | 0.01% |

|  | 0.00% |

|  | 0.00% |

### 서구
|  | 84.63% |

|  | 13.04% |

|  | 1.47% |

|  | 0.55% |

|  | 0.13% |

|  | 0.04% |

|  | 0.03% |

|  | 0.02% |

|  | 0.01% |

|  | 0.01% |

|  | 0.00% |

|  | 0.00% |

### 남구
|  | 84.27% |

|  | 13.48% |

|  | 1.40% |

|  | 0.54% |

|  | 0.11% |

|  | 0.04% |

|  | 0.04% |

|  | 0.02% |

|  | 0.02% |

|  | 0.01% |

|  | 0.01% |

|  | 0.01% |

윤석열 후보는 이곳에 위치한 부촌 봉선동에서 21.9%의 득표율을 받으며 광주 행정동에서 유일하게 20% 득표율을 기록하였다. 또한 봉선동 제5투표소인 불로초등학교에선 윤석열 후보에게 40%라는 득표율을 안겨줬다.

### 북구
|  | 85.12% |

|  | 12.40% |

|  | 1.54% |

|  | 0.64% |

|  | 0.11% |

|  | 0.04% |

|  | 0.03% |

|  | 0.02% |

|  | 0.01% |

|  | 0.01% |

|  | 0.01% |

|  | 0.00% |

### 광산구
|  | 85.52% |

|  | 11.75% |

|  | 1.60% |

|  | 0.72% |

|  | 0.18% |

|  | 0.06% |

|  | 0.05% |

|  | 0.03% |

|  | 0.01% |

|  | 0.01% |

|  | 0.01% |

|  | 0.00% |

## 전체 결과
|  | 84.82% |

|  | 12.72% |

|  | 1.51% |

|  | 0.62% |

|  | 0.13% |

|  | 0.04% |

|  | 0.04% |

|  | 0.02% |

|  | 0.01% |

|  | 0.01% |

|  | 0.01% |

|  | 0.00% |

더불어민주당 이재명 후보가 84.82%라는 압도적인 득표율을 보여주면서 광주광역시에서 1위를 달성했다. 이러한 높은 득표율은 2022년에도 광주가 민주당계 정당의 전통적인 지역적 기반이라는 점을 공고히했다.
국민의힘 윤석열 후보는 12.72%를 기록했다. 이번 윤석열 후보의 득표율은 민주화 이후 보수정당이 광주에서 거둔 최고 득표율을 갈아치운 신기록이며 민주화 이후 처음으로 보수정당이 광주에서 10% 이상의 득표율을 기록한 것으로 알려졌다.

### 주요 후보 결과
| 지역   | 이재명  | 이재명 | 윤석열 | 윤석열 |
| 지역   | 득표수  | 득표율 | 득표수 | 득표율 |
| ------ | ------- | ------ | ------ | ------ |
| 동구   | 60,669  | 82.69% | 11,036 | 15.04% |
| 서구   | 170,357 | 84.63% | 26,262 | 13.04% |
| 남구   | 124,572 | 84.27% | 19,927 | 13.48% |
| 북구   | 249,976 | 85.12% | 36,421 | 12.40% |
| 광산구 | 224,484 | 85.52% | 30,865 | 11.75% |

더불어민주당 이재명 후보가 광주광역시의 5개 자치구에서 모두 승리를 거두었다. 특히 이재명 후보는 전 지역에서 80%가 넘는 높은 득표율을 보여주면서 압도적인 모습을 보여주었다.
국민의힘 윤석열 후보는 모든 자치구에서 10%이상의 득표율을 거두는데 성공했다. 특히 동구에서는 15%가 넘는 득표율을 기록하였다.

## 같이 보기
- 대한민국 제20대 대통령 선거